# Albert Rheinwald
Albert Rheinwald (* 29. März 1882 in Genf; † 8. April 1966 ebd.) war ein französischsprachiger Schweizer Schriftsteller und Kunstkritiker.

## Leben
Albert Rheinwald reiste nach dem Studium (Lizenziat 1902) nach Paris und kehrte 1914 nach Genf zurück. Er unterrichtete Kunstgeschichte an der Genfer Kunstgewerbeschule und Literatur an der Höheren Mädchenschule (seit 1969: Collège Voltaire).
Sein literarisches Werk umfasst Essays zur Genfer Kulturgeschichte sowie unzählige Kritiken. Sein Nachlass befindet sich in der Bibliothek von Genf, darunter ein über 50 Jahre geführtes Tagebuch.

## Auszeichnungen
- 1932: Gesamtwerkspreis der Schweizerischen Schillerstiftung
- Offizier der französischen Ehrenlegion

## Werke
- La Genève contemporaine. La Lumière sur les Terrasses. Atar, Genf 1917.
- L’art d’Alice Bailly. Avec un poème de Henry Spiess. Galerie Moos, Genf 1918.
- Pascal ou La dernière Croisade. Jullien, Genf 1920.
- Équilibres. Delachaux & Niestlé, Neuenburg 1922.
- Le poème aux couleurs du Rhône, Genf 1929.
- Genève ou L’Inspiration du Poète, Genf 1930.
- La route inconnue et le divin savoir, Neuenburg 1954.